# Stráž (Domažlicei járás)
Stráž település Csehországban, a Domažlicei járásban. Stráž Tlumačov, Domažlice, Pasečnice és Nevolice településekkel határos. Lakosainak száma 216 fő (2024. január 1.).

## Népesség
A település lakosságának változását az alábbi diagram mutatja:
| Lakosok száma | 530  | 530  | 485  | 241  | 234  | 235  | 221  | 222  | 213  | 216  |
|               | 1869 | 1890 | 1921 | 1950 | 1980 | 2001 | 2017 | 2019 | 2022 | 2024 |